# Morris FF
Der Morris FF/FH und Austin 45 war ein Frontlenker-Lkw der British Motor Corporation, der als Nachfolger der schwereren Versionen des Morris FE / Austin S301/S401/S501 ab 1958 angeboten wurde, während die leichteren Versionen ab 1959 durch den Morris FG / Austin FG ersetzt wurden. Nach einer Überarbeitung wurde die Modellreihe zum Morris / Austin FJ und von 1968 bis 1970 als BMC Pilot vermarktet. Im Zuge der Fusion von BMC mit Leyland Motors zur British Leyland Motor Corporation wurde das Modell durch den Leyland Pilot ersetzt.

## Morris FF / Austin 45 1958–1961, Morris FH 1961–1964
Der Morris FF / Austin 45 startete 1958 als Nachfolger des Morris FE / Austin S301/S401/S501 in dessen höchster Nutzlast-Version von 5 Tonnen. Anders als dieser war er jedoch nicht nur mit 5 Tonnen, sondern auch mit 7 oder 8 Tonnen Nutzlast erhältlich. Es handelte sich nicht um eine völlig neue Konstruktion, sondern vom Morris FE wurden sowohl das Chassis als auch der untere Teil des Fahrerhauses übernommen. Anstelle der altmodischen zweigeteilten Windschutzscheibe des FE gab es nun eine moderne einteilige.
1961 erfolgte eine Überarbeitung zum Morris FH mit identischem Fahrerhaus, aber neuem Chassis, um unter anderem den vergrößerten und überarbeiteten 5,7-Liter-Sechszylinder-Dieselmotor unterbringen zu können.
Neben den ab Werk lieferbaren Pritschenwagen und Sattelzugmaschinen wurde das Fahrgestell des FF/FH und des Austin 45 von Karosseriebauern zu verschiedenen Spezialfahrzeugen umgebaut. Dazu zählten diverse Einsatzfahrzeugen für Polizei und Feuerwehr sowie spezielle Modelle für die britische Post und das britische Militär. Speziell hierfür streckte die schottische Firma Halmo Technik die Fahrerhauskabine und schuf eine Doppelkabine.
Für den Export in asiatische Länder wurde das Fahrgestell auch mit Omnibusaufbau geliefert.

## Morris FJ / Austin FJ 1964–1968, BMC Pilot 1968–1970
Der Morris/Austin FJ ersetzte 1964 den FH mit völlig neu gestaltetem Fahrerhaus. Das Design wurde dominiert von untereinander angebrachten Doppelscheinwerfern mit einem ovalen Kühlergrill. Dieser Designstil wurde auch beim später startenden BMC 350 EA angewandt.
Es gab nun ein kippbares Fahrerhaus für verbesserten Zugang zum Motor und andere kleinere mechanische Änderungen. Weitere Innovationen waren ein flacher Kabinenboden, wodurch die Insassen die Kabine von beiden Seiten betreten oder verlassen konnten, und eine Konsole im Dachbereich zum Verstauen von kleineren Gegenständen sowie zum Einbau eines Radios.
Zusätzlich gab es nun auch eine 10-Tonnen-Nutzlast-Variante. Eine Doppelkabine und ein speziell für Omnibus-Aufbauten vorbereitetes Fahrgestell wurden nun ab Werk geliefert, jedoch konnte hierbei die Kabine nicht gekippt werden.
Nachdem die Nutzfahrzeuge im Export bereits teilweise als BMC vermarktet worden waren, beschloss BMC dies auch auf dem Heimatmarkt im Vereinigten Königreich einzuführen. Somit wurde die Modellreihe Mitte 1968 nur noch als BMC Pilot vermarktet. Da im gleichen Jahr die Fusion von BMC mit Leyland Motors zur British Leyland Motor Corporation erfolgte, wurde das Modell 1970 zum Leyland Pilot.